# Ermita de San Roque (Calatayud)

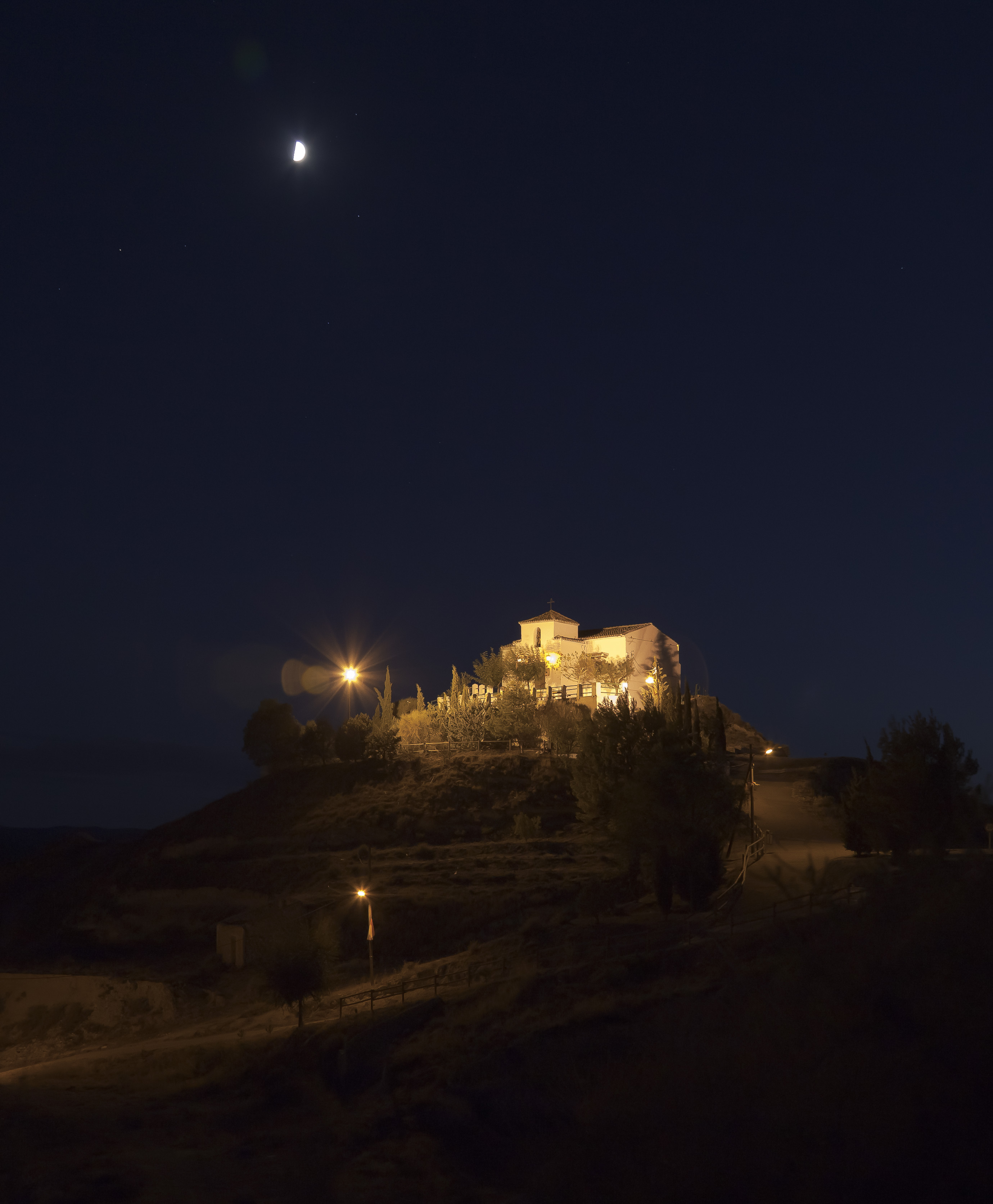
Vista nocturna de la ermita.

La ermita de San Roque es una ermita situada en la cima del cerro de Armantes, desde donde se divisa toda la ciudad de Calatayud, provincia de Zaragoza, España.

## Historia
La ermita ya existía a comienzos del siglo XVII aunque sufrió reformas en siglos posteriores. Posiblemente se alzó como voto o promesa con motivo de alguna epidemia de las tantas que afectaron a lo largo de los tiempos a la población de Calatayud.

## Ermita
El edificio es de tamaño reducido y cuenta con una imagen obra de Gregorio de Mesa en madera policromada. En la ermita también se pueden contemplar pinturas del siglo XVIII, dos de ellas muestran escenas de la Crucifixión y otra a San Roque, el Espíritu Santo y el Niño Jesús.

## Festividad
Las fiestas más multitudinarias de la localidad se celebran en honor a San Roque en agosto, coincidiendo con el santoral de San Roque. Las fiestas giran en torno a las 10 peñas, que organizan diferentes eventos para divertir a sus socios, así como al resto de visitantes. Uno de los actos de la festividad es una subida a las 05:30h hasta la ermita donde se celebra una misa.

## Galería de imágenes

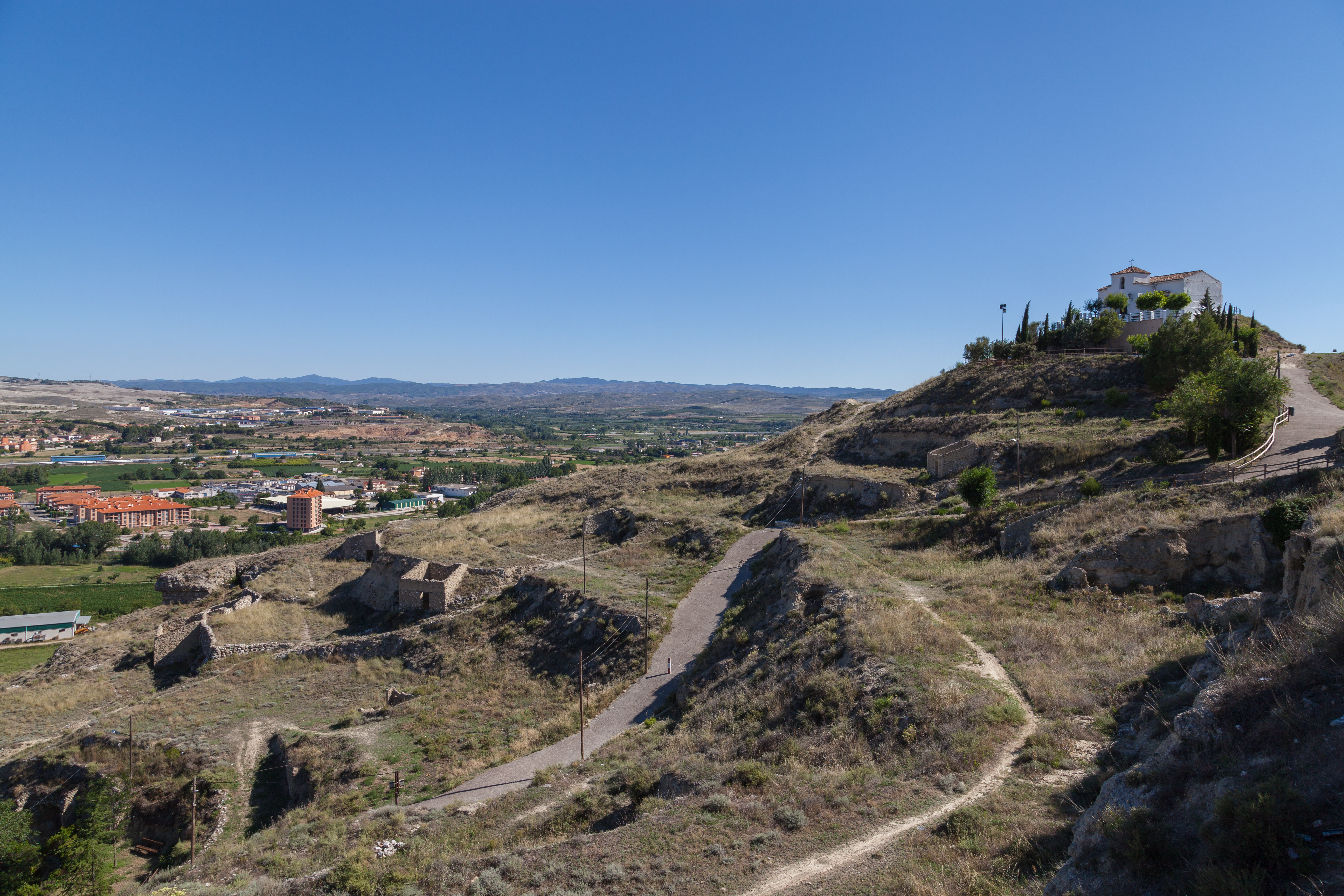
Ermita con Calatayud en la parte izquierda.
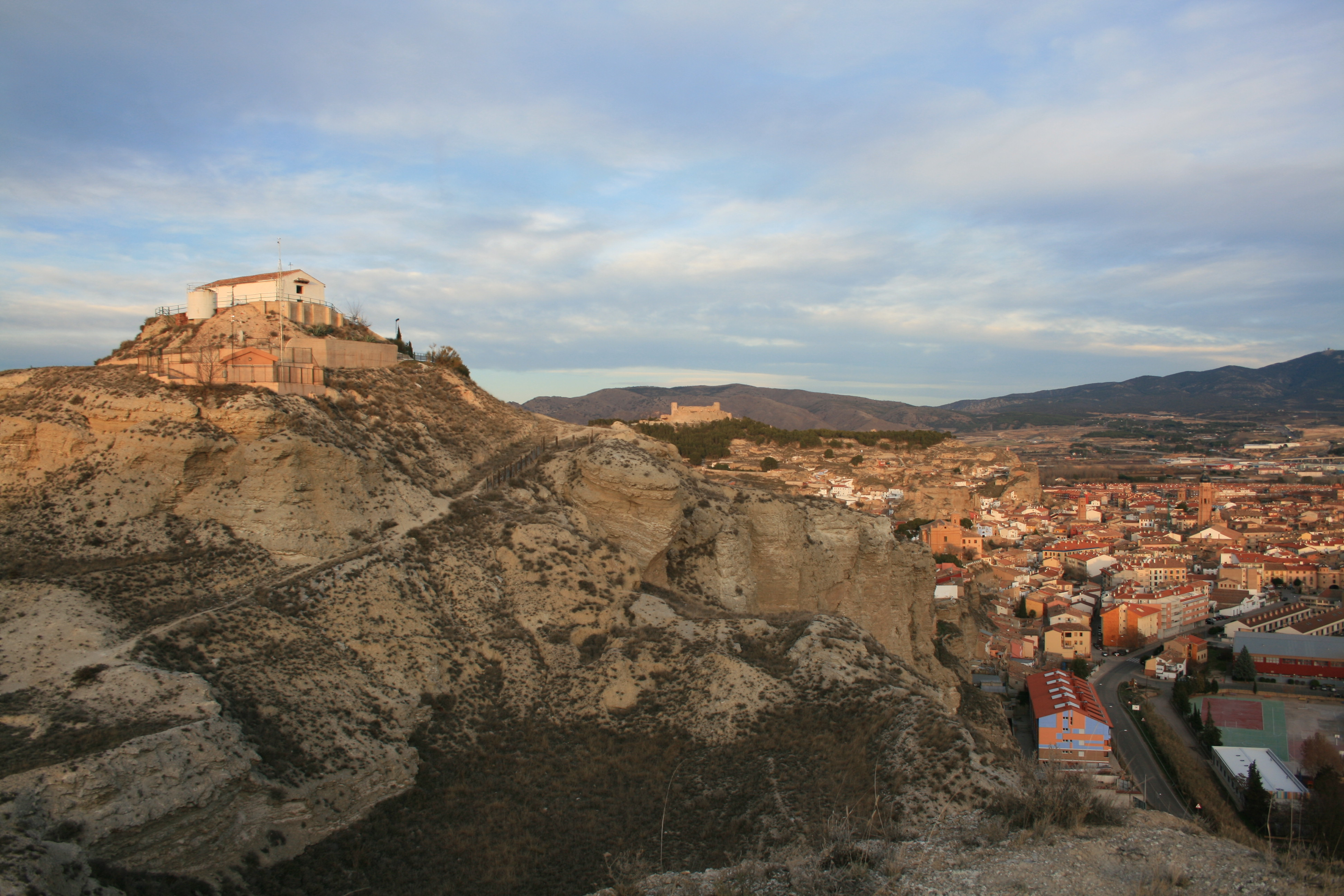
Vista desde el oeste.
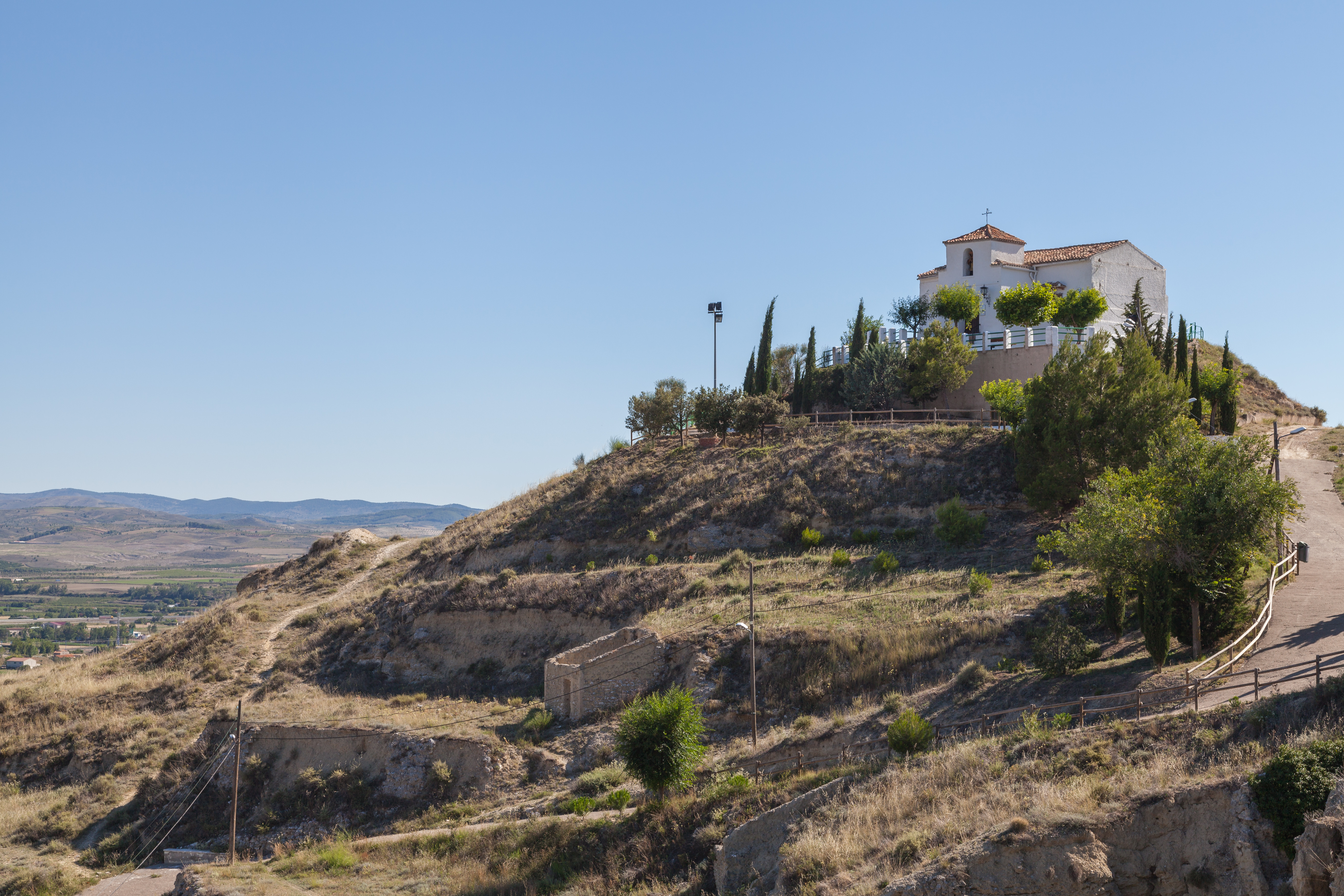
Cerro de Almantes con la ermita en su cima.
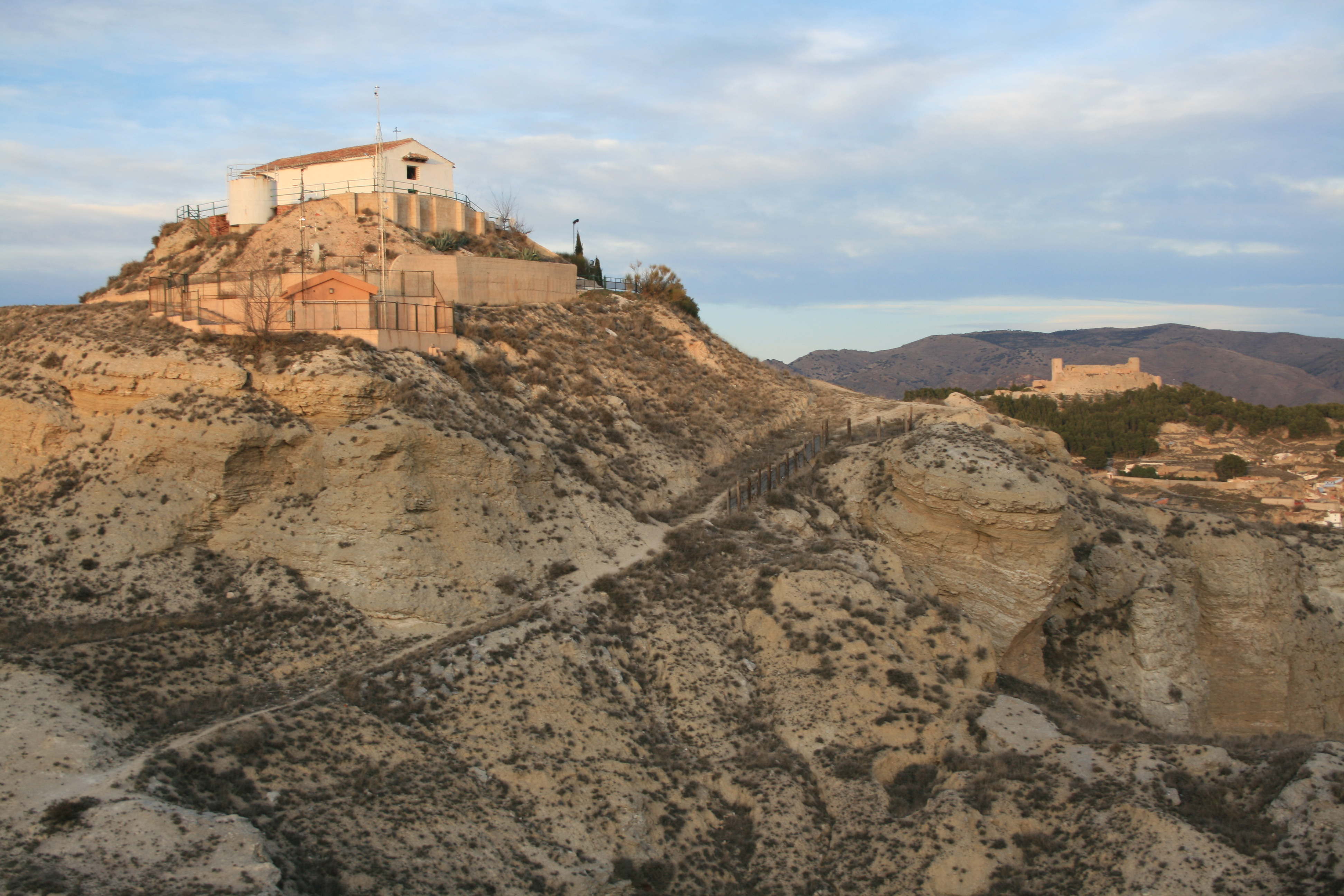
Ermita y castillo de Ayub.
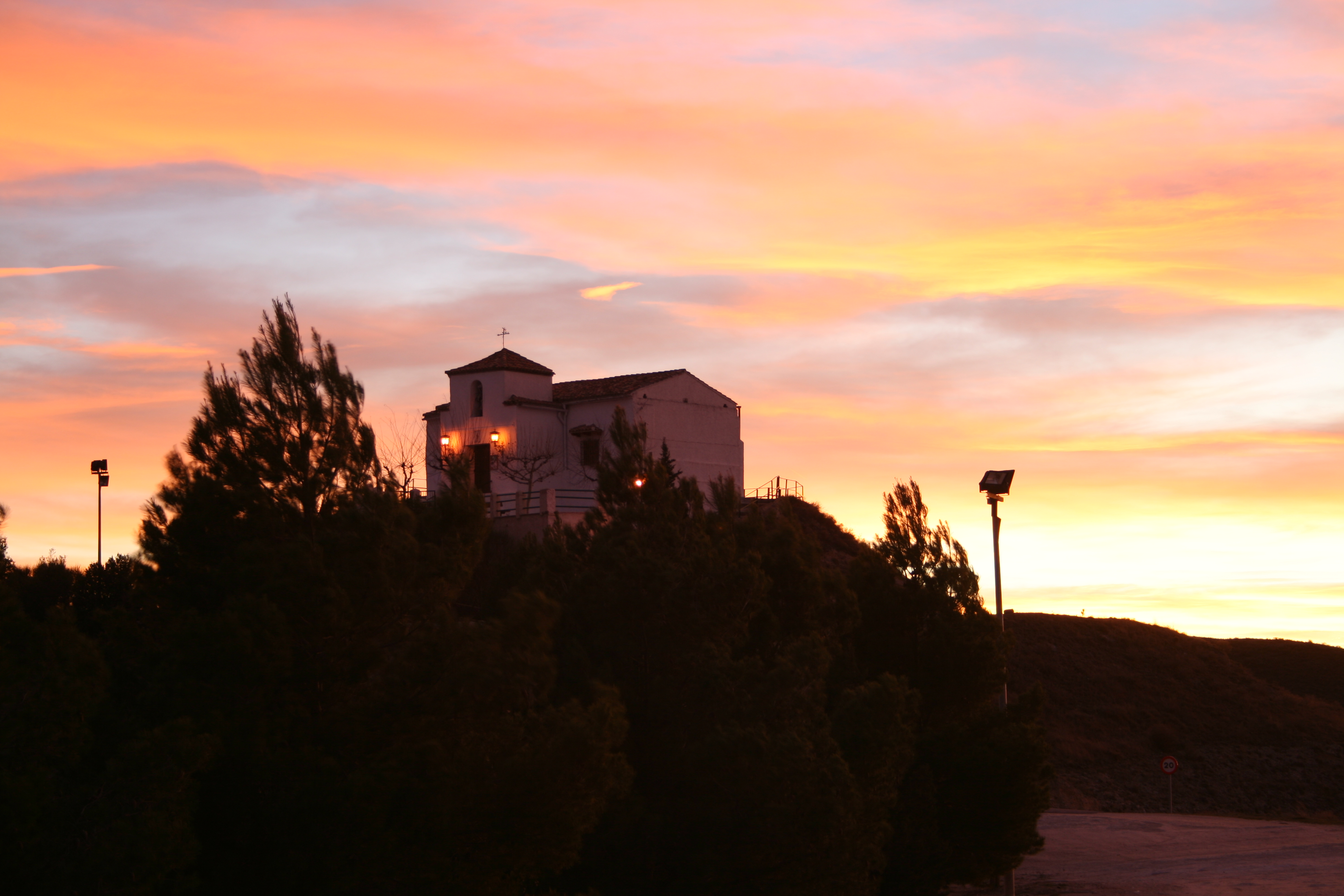
Vista durante la puesta de sol.
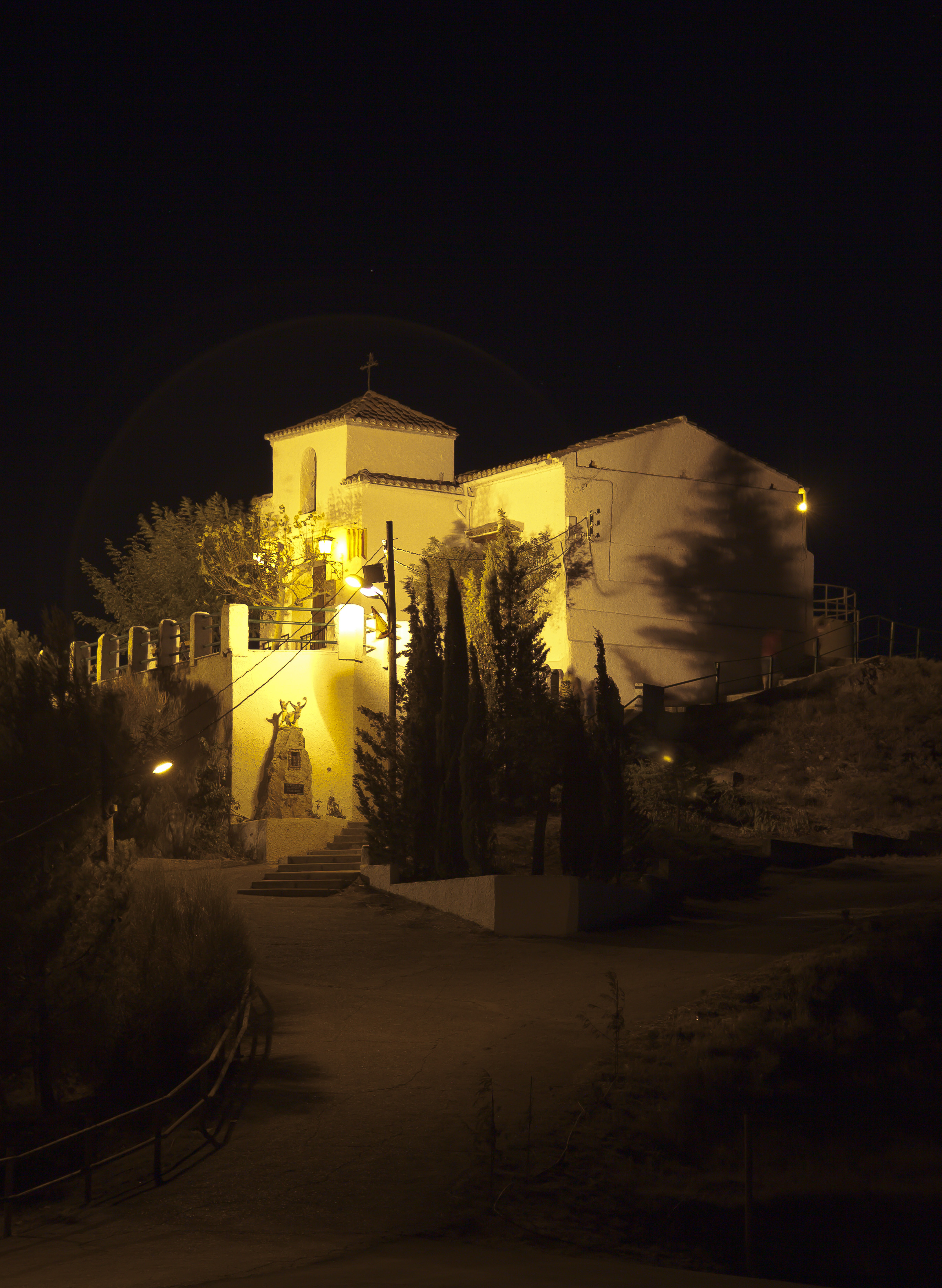
Vista durante la noche.
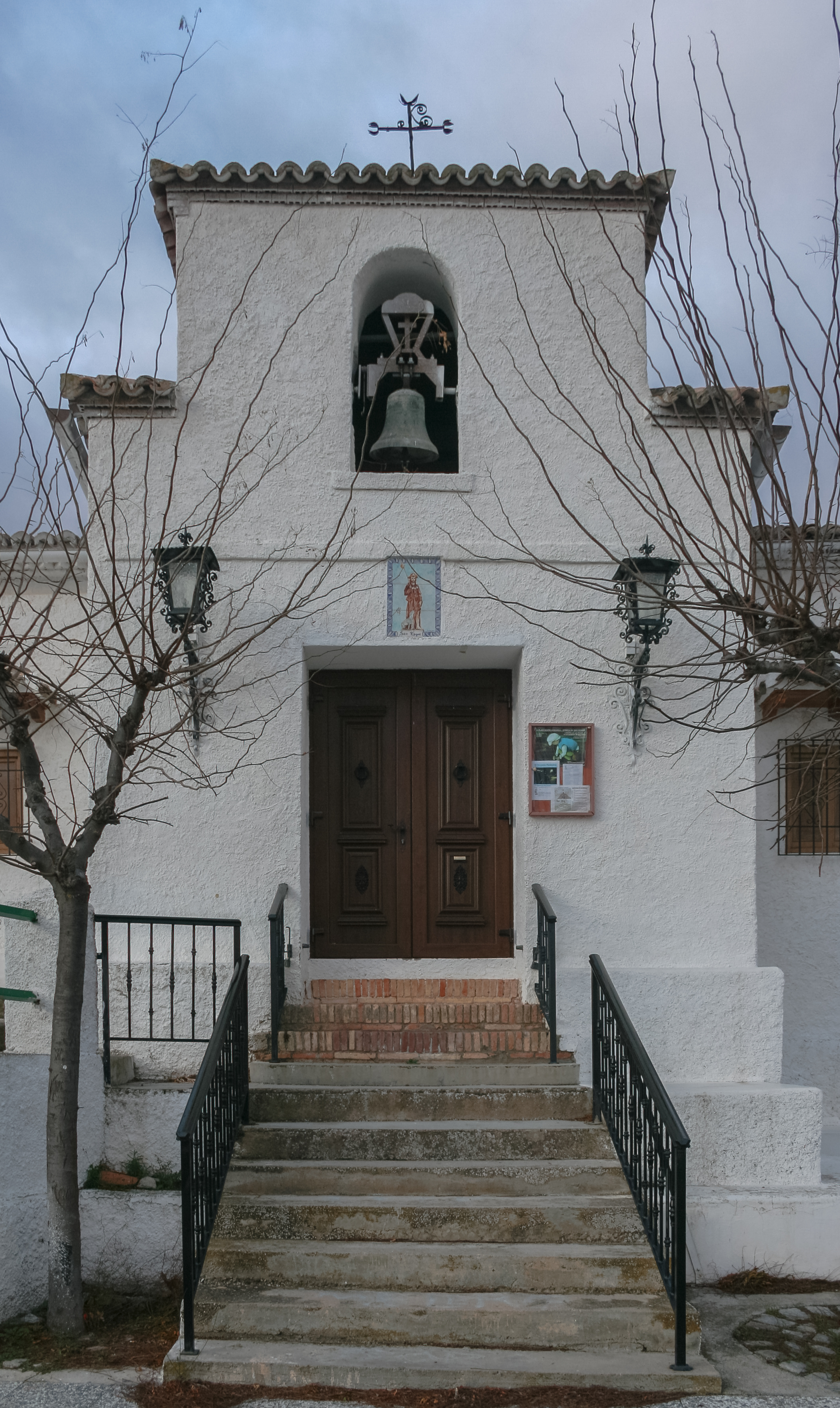
Vista frontal.
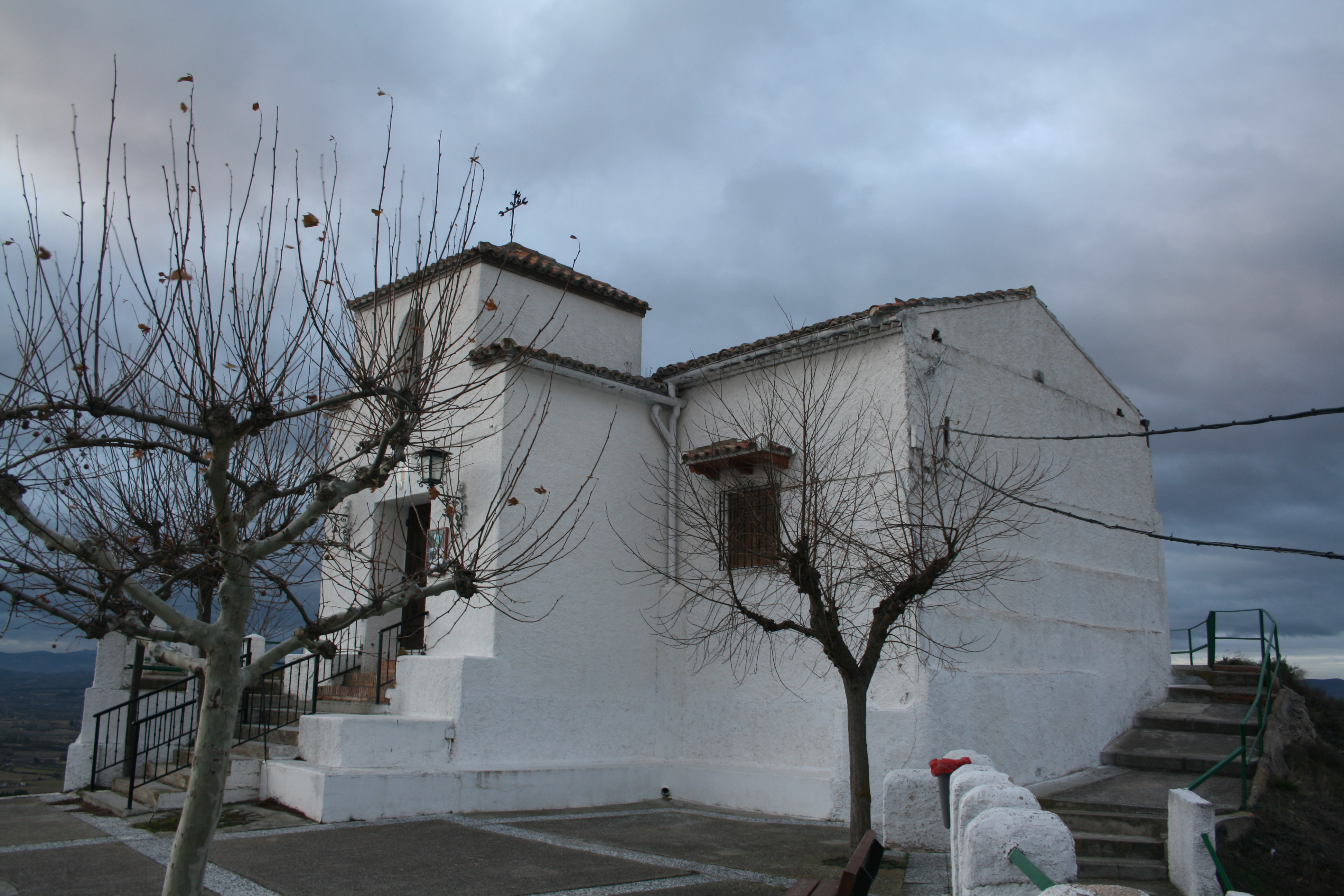
Vista lateral.
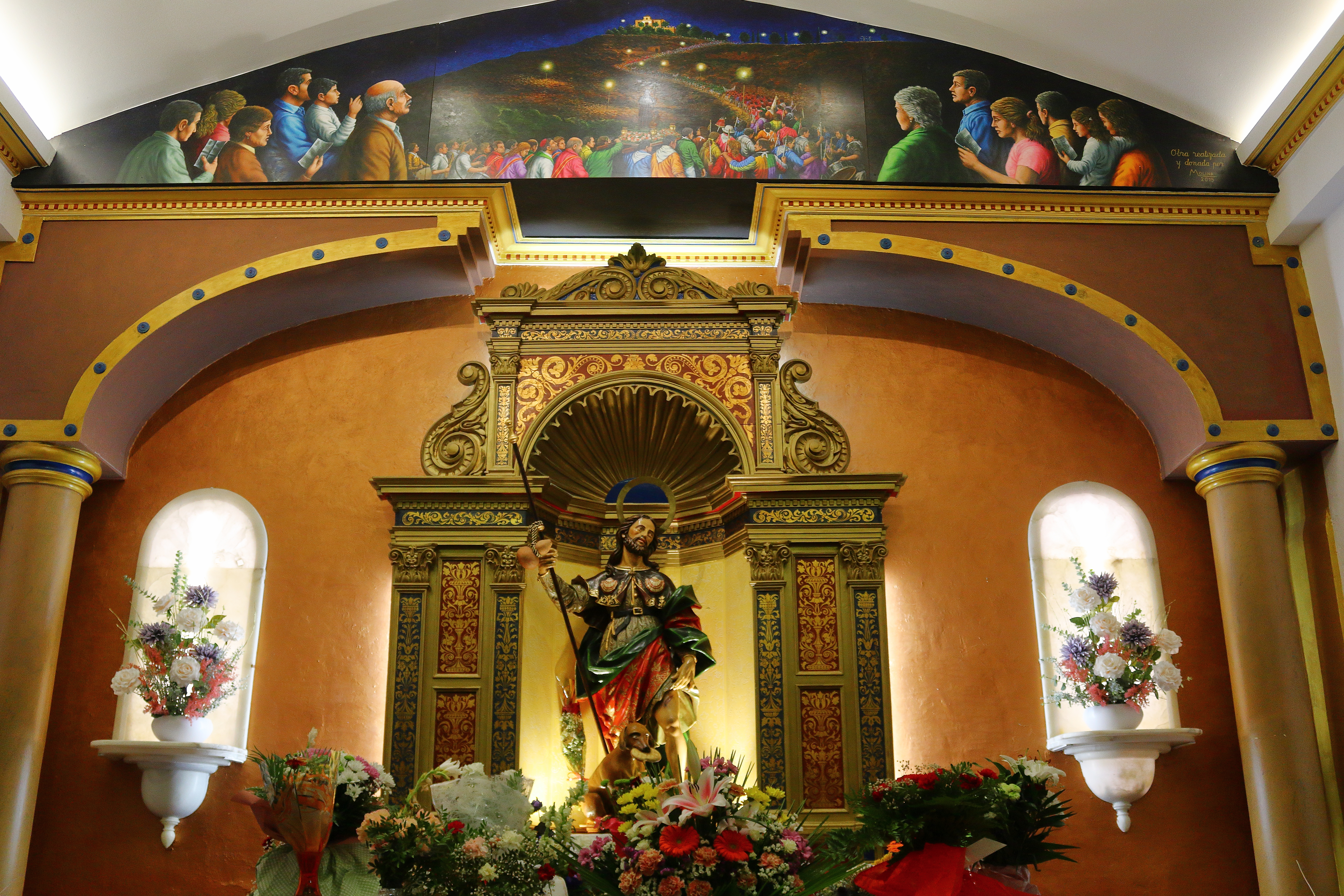
Altar ermita de San Roque, Calatayud